# تحصیل لیاقت‌پور
تحصیل لیاقت‌پور (به انگلیسی: Liaqatpur Tehsil) یک تحصیل در پاکستان است که در پنجاب واقع شده‌است.